# Efferia antiphon
Efferia antiphon är en tvåvingeart som först beskrevs av Walker 1849.  Efferia antiphon ingår i släktet Efferia och familjen rovflugor. Inga underarter finns listade i Catalogue of Life.